# Чорносошні селяни
Чорносошні селяни — категорія тяглих людей в Московії та Росії в XV-XVII століттях.
На відміну від селян — чорносошні селяни не були особисто залежними, а тому несли тягло не на користь поміщиків, а на користь Російської держави. Земля становила хіба що власність чорноношного селянина; він міг віддавати її в заставу і продавати, але з умовою, щоб покупець тягнув у общинні розруби та розмітки або одразу сплатив усі общинні мита, оббілив ділянку.
Жили переважно на малоосвоєних околицях країни із суворим кліматом, а тому часто змушені були займатися полюванням, рибальством, хутровим промислом, збиранням та торгівлею. Особливо багато чорноносних селян було у Помор'ї та Сибіру. Історично найбільш численними (до 1 млн осіб до початку XVIII століття) чорношосні селяни були в Помор'ї («Блакитна Русь»), яке не знало кріпосного права. Це дозволило чорносошникам рано включитися у зовнішню торгівлю із країнами Заходу через Архангельськ.
У XVIII столітті увійшли до складу державних селян.